# Повіт Ісоя
Пові́т Ісо́я (яп. 磯谷郡, いそやぐん, МФА: [isoja guɴ]) — повіт в Японії, в окрузі Сірібесі префектури Хоккайдо.